# Liste der Naturdenkmale in Freiberg am Neckar
| Naturdenkmale | Anzahl |
| ------------- | ------ |
| FND           | 5      |
| END           | 4      |
| Gesamt        | 9      |

Die Liste der Naturdenkmale in Freiberg am Neckar nennt die verordneten Naturdenkmale (ND) der im baden-württembergischen Landkreis Ludwigsburg liegenden Stadt Freiberg am Neckar. In Freiberg am Neckar gibt es insgesamt neun als Naturdenkmal geschützte Objekte, davon fünf flächenhafte Naturdenkmale (FND) und vier Einzelgebilde-Naturdenkmale (END).
Stand: 30. Oktober 2016.

## Flächenhafte Naturdenkmale (FND)
| Name                                       | Bild | Kennung     | Einzelheiten       | Position | Fläche Hektar | Datum        |
| ------------------------------------------ | ---- | ----------- | ------------------ | -------- | ------------- | ------------ |
| Doline „Seele“                             |      | 81180780002 | Freiberg am Neckar | ⊙        | 2,2           | 7. Juli 1989 |
| Ehemaliger Hohlweg im Gewann Schreckenberg | BW   | 81180780009 | Freiberg am Neckar | ⊙        | 0,2           | 2. Apr. 1993 |
| Feldgehölz „Relling“                       | BW   | 81180780008 | Freiberg am Neckar | ⊙        | 0,1           | 7. Juli 1989 |
| „Kiesweiher“ (2 Tümpel)                    | BW   | 81180780004 | Freiberg am Neckar | ⊙        | 0,7           | 7. Juli 1989 |
| Pflanzenstandort am „Oberen Beihinger Weg“ | BW   | 81180780006 | Freiberg am Neckar | ⊙        | 0,2           | 7. Juli 1989 |
| Legende für Naturdenkmal                   |      |             |                    |          |               |              |

## Einzelgebilde (END)
| Name                     | Bild | Kennung     | Einzelheiten       | Position | Fläche Hektar | Datum        |
| ------------------------ | ---- | ----------- | ------------------ | -------- | ------------- | ------------ |
| 1 Eibe                   | BW   | 81180780001 | Freiberg am Neckar | ⊙        | 0,0           | 7. Juli 1989 |
| 1 Sommerlinde            | BW   | 81180780003 | Freiberg am Neckar | ⊙        | 0,0           | 7. Juli 1989 |
| 1 Walnußbaum             | BW   | 81180780007 | Freiberg am Neckar | ⊙        | 0,0           | 7. Juli 1989 |
| 1 Winterlinde            | BW   | 81180780005 | Freiberg am Neckar | ⊙        | 0,0           | 7. Juli 1989 |
| Legende für Naturdenkmal |      |             |                    |          |               |              |